# Декуртре, Альбер
Альбер Флоран Огюстен Декуртре (фр. Albert Florent Augustin Decourtray; 9 апреля 1923, Л’Амитёз, Франция — 16 сентября 1994, Лион, Франция) — французский кардинал. Титулярный епископ Гиппон Диаррита и вспомогательный епископ Дижона с 27 мая 1971 по 22 апреля 1974. Епископ Дижона с 22 апреля 1974 по 29 октября 1981. Архиепископ Лиона с 29 октября 1981 по 16 сентября 1994. Вице-председатель епископской конференции Франции в 1981—1987. Председатель епископской конференции Франции в 1987—1990. Ординарий территориальной прелатуры Миссия Франции с 23 апреля 1982 по 1 октября 1988. Кардинал-священник с титулом церкви Сантиссима-Тринита-аль-Монте-Пинчо с 25 мая 1985.

## Память
Именем Альбера Декуртре был назван институт изучения иудаизма и еврейской литературы, открытый в 2003 году в Иерусалиме.